# 마치무라 긴고
마치무라 긴고(일본어: 町村 金五, 1900년 8월 16일~1992년 12월 14일)는 4선 중의원 의원, 3선 홋카이도지사, 2선 참의원 의원을 지낸 일본의 정치인이다.

## 생애
1900년 8월에 홋카이도 삿포로시에서 오쿠보정장을 지낸 마치무라 긴야의 5남으로 태어났다. 구제 가이세이 중학교, 제이고등학교를 거쳐 1924년에 도쿄 제국대학(지금의 도쿄 대학) 법학부 정치학과를 졸업했다.
고등문관시험에 합격해 1924년 5월 내무성에서 관료 생활을 시작했다. 첫 부서는 아오모리현 지사관방 주사 겸 내무부 서무과였다. 1925년 10월부터 아오모리현경 경무과장도 겸했다. 1926년 10월 시즈오카현경 보안과장이 되었다.
1929년 8월 시즈오카현 내무부 상공과장 겸 수산과장을 지냈고 1930년 4월에 시즈오카현경 경무과장이 되었다가 3개월 뒤 궁내성으로 대신관방 비서과 근무 겸 제실임야국 도쿄지국 감리과장 겸 정리과장으로 부임했다. 1931년 5월 대신관방 총무과장을 거쳐 1932년 7월에는 궁내대신 비서관이 되었다.
1936년 4월에 내무성으로 복귀해 기후현 경찰부장이 되었고 1937년 2월에는 미에현 경찰부장이 되었다. 1938년 1월 내무성 경보국 경무과장을, 1939년 4월에 내무대신 비서관 겸 인사과장을 지냈다.
1941년 1월부터 관선 도야마현지사를 지냈으며 1943년 4월에 내무성 경보국장이 되었고 같은 해 11월부터 방공총본부 경방국장을 겸했다. 1945년 2월에 관선 니가타현지사 겸 해운국장이 되었다가 4월에 경시총감이 되었다. 하지만 4개월 뒤에 궁성 사건이 발생하자 책임을 물어 사임되었고 곧 도쿄도 차장으로 보임되었다. 1946년 1월 사임하면서 공직 생활을 끝냈다.
1952년 10월에 개진당 공천을 받아 총선에 출마해 당선되면서 국회의원이 되었다. 1954년 일본민주당 창당에 참여하지 않아 무소속 의원이 되었다가 곧 자유당에 입당했다. 1955년 보수합동으로 자유민주당이 결성되자 오가타 다케토라의 파벌에 들어갔다.
1958년 총선에서 당선되면서 4선 의원이 되었지만 다음 해 의원을 사임하고 홋카이도지사 선거에 출마했다. 당시 일본사회당 공천을 받고 출마한 요코미치 세쓰오는 마치무라와 같은 선거구인 홋카이도 제1구 소속 4선 의원이었기에 세간의 관심을 모았는데 마치무라가 6.2%p 차이로 승리했다. 이후 1963년과 1967년 선거에서도 승리해 3선 도지사를 지냈으며 1971년에 4선을 포기하고 참원선에 출마했다. 참원선에서 당선되면서 마치무라는 오랜만에 국회로 돌아왔다.
1972년 5월 『홋카이도 타임스』의 대표이사가 되었으며 1973년 11월에 제2차 다나카 가쿠에이 내각에서 자치상 겸 국가공안위원장 겸 홋카이도 개발청 장관으로 임명돼 처음으로 입각했다. 1980년 7월 자민당 참의원 의원회장이 되었으며 같은 해 11월 훈1등 욱일대수장을 수훈했다. 1983년 7월에 국정선거 불출마를 선언하면서 정계를 은퇴했다.
1992년 12월에 사망했다. 사후 정3위에 추서됐으며 묘소는 도쿄도 분쿄구의 기치조지에 있다.

## 정책
패전 이후 연합군 최고사령부에 의해 폐지된 내무성을 부활해야 한다고 주장했다. 한 발 더 나아가 도도부현은 자치제를 폐지하여 관선 지사 체제로 운영해야 하며 도도부현의회도 없애야 한다고 했다. 내정에 관한 국가 체제를 강화하기 위해서 내무성 부활이 필요하다고 제안했다.
홋카이도 출신의 거물 정치인으로 아이누의 지위 향상 등 아이누 관련 정책에 적극적이었다.
소련을 위시로 한 공산주의 국가에 대한 경계심이 강하여 일본의 방위력 증강을 자주 주장했다.

## 가족 관계
아버지는 일본 낙농업계의 선구자로 불리는 마치무라 긴야이며 형은 귀족원 의원과 참의원 의원을 지낸 마치무라 히로타카다. 마치무라 긴고의 아들인 마치무라 노부타카도 훗날 12선 중의원 의원과 일본 중의원 의장을 지냈고 손주사위인 와다 요시아키는 현역 3선 중의원 의원이다.

## 역대 선거 기록
|  | 12.9% |

|  | 11% |

|  | 12.9% |

|  | 22% |

|  | 52.8% |

|  | 63.5% |

|  | 61% |

|  | 0% |

|  | 0% |

## 참고 문헌
- 町村金五伝刊行会『町村金五伝』（北海タイムス社、1982年）
- 奥田二郎『町村金五 : 物語』（北苑社、1970年）
- 若林滋『町村金吾の二十世紀』（中西出版、2020）

| 전임 야노 겐조 | 제28대 도야마현지사 1941년 1월 7일~1943년 4월 23일 | 후임 사카 노부요시 |

| 전임 마에다 다몬 | 제37대 니가타현지사 1945년 2월 1일~1945년 4월 9일 | 후임 하타케다 마사토미 |

| 전임 다나카 도시부미 | 제4·5·6대 홋카이도지사 1959년 4월~1971년 4월 | 후임 도가키나이 나오히로 |

| 전임 에사키 마스미 | 제35대 홋카이도 개발청 장관 1973년 11월 25일~1974년 11월 11일 | 후임 후쿠다 하지메 |

| 전임 에사키 마스미 | 제30대 국가공안위원장 1973년 11월 25일~1974년 11월 11일 | 후임 후쿠다 하지메 |

| 전임 에사키 마스미 | 제21대 자치대신 1973년 11월 25일~1974년 11월 11일 | 후임 후쿠다 하지메 |